# 小西泰聖
小西 泰聖（こにし たいせい、2000年9月1日 - ）は、日本出身のラグビーユニオン選手。2025年現在ジャパンラグビーリーグワンに参戦する浦安D-Rocksに所属している。

## プロフィール
- ポジションはスクラムハーフ(SH)。
- 身長 166 cm、体重 72 kg
- 7人制ユース日本代表に選ばれたことがある。

## 来歴
２歳から葛飾ラグビースクールにてラグビーを始めた。
2019年、桐蔭学園高校卒業後、早稲田大学に入る。なお桐蔭学園高校時代、主将を務めて、高校日本代表に選ばれたことがある。
しかし2020年、病気が発覚して約2年近く公式戦から遠ざかる。
2023年1月、アーリーエントリーで浦安D-Rocksに加入。同年2月11日に行われたJAPAN RUGBY LEAGUE ONE第5節日本製鉄釜石シーウェイブス戦にて途中出場でリーグワン公式戦に初出場。なおアーリーエントリー選手としてのリーグワン出場第1号となった。同年3月、早稲田大学卒業。